# M79 (гранатомет)
M79 («Blooper») — однозарядний 40-мм гранатомет, прийнятий на озброєння Армії США в 1961 році. Розроблений американським державним збройововим підприємством «Спрингфілдський арсенал» (англ. Springfield Armory).

## Історія створення
На початку 1950-х років в США займалися вивченням принципів дії стрілецької зброї, призначеної для стрільби гвинтівковими гранатами. Спочатку був передбачений гранатомет з магазином на 3 гранати, але оскільки під час випробувань зброя себе не виправдала, розробники стали орієнтуватися на однозарядний гранатомет зі складним стволом.
Після цілого ряду дослідів і експериментів до 1960 року Спрингфілдський арсенал (Springfield Armory) розробив під нову гранату М406 найпростіший однозарядний ручний гранатомет, що отримав офіційний індекс М79. За наступні 10 років (виробництво М79 в США було закінчено в 1971 році) було випущено понад 350 тисяч гранатометів. Кожне стрілецьке відділення оснащувалося двома гранатометами з вісьмома гранатами.

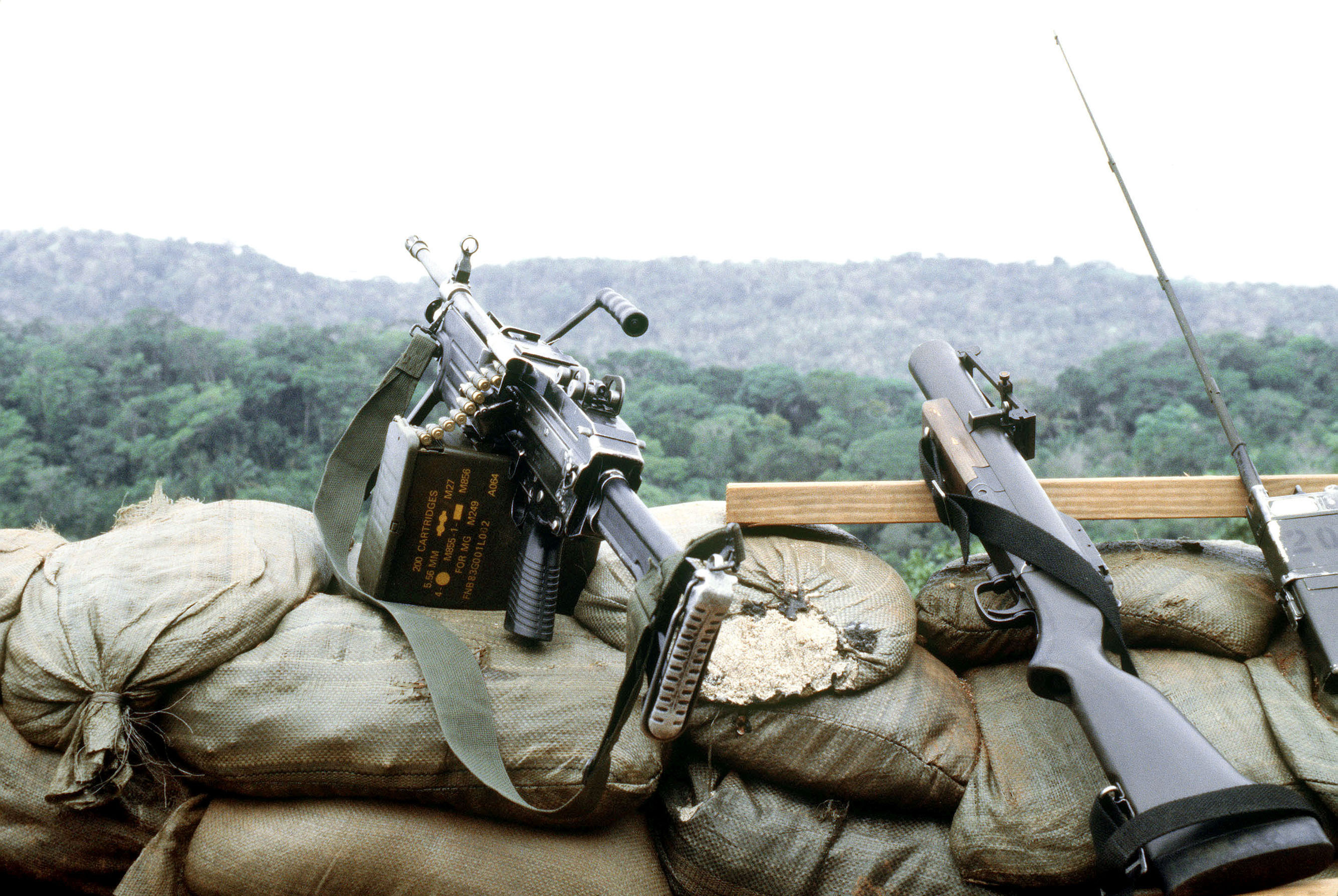
M79 (праворуч) з FN Minimi

Хоча підкреслювалося, що гранатомет довів свою придатність, але багато фахівців висловлювали обґрунтовані заперечення і добилися того, що він був знятий з озброєння. Його замінили на розроблений в 1967 році гранатомет M203, який може закріплюватися під стволом автоматичних гвинтівок М16 А1 і М16 А2.

## Конструкція
Гранатомет з відкидним стволом схожий на мисливську рушницю. Щоб зарядити зброю, стрілець відкидає ствол і ззаду вводить гранату. Ствол виготовлений зі сплаву алюмінію. Він має довжину 356 мм і 6 нарізів з кроком 1067 мм. Як боєприпаси використовуються осколкові гранати. При їх вибуху осколки розлітаються по великій площі зі швидкістю до 1460 м/с. Крім того, існують гранати для ведення вогню по броньованих цілях, а також димові та освітлювальні. Практична скорострільність — 9 п/хв.
У прицільне пристосування входить цілик, який встановлюється з кроком 25 м на дистанцію від 75 до 375 м, і мушка з бічними захисними козирками з сталевих пластин. Приціл закріплений по центру ствола і має рамку, яка піднімається вгору. Оптимальна дальність ефективної дії знаходиться в діапазоні від 30 до 200 м. При секторній стрільбі можна успішно вражати цілі на відстані до 325 м. Стрільба ведеться з положення стоячи, з коліна і лежачи. Приклад виготовлений з дерева або пластика і оснащений гумовою подушкою для пом'якшення віддачі.

## Оператори
| - США - Австралія - Гаїті - Бразилія - Гватемала - Гондурас - Греція - Домініканська Республіка - Ізраїль - Індонезія - Йорданія - Іран - Ірландія - Іспанія - Ємен - Камбоджа - Кенія - Колумбія - Коста-Рика - Ліван | - Малайзія - М'янма - Нікарагуа - Оман - Парагвай - Португалія - Сальвадор — станом на 2009 рік — досі на озброєнні - Саудівська Аравія - Сент-Вінсент і Гренадини - Сомалі - Тайвань - Таїланд - Туреччина - Фіджі - Філіппіни - Чад - Еритрея - Ефіопія - ПАР - Південна Корея — вироблялись по ліцензії Daewoo під назвою KM79 - Ямайка |

## М79 у масовій культурі

### У кінематографі
М79 зустрічається у багатьох фільмах, присвячених війні у В'єтнамі та іншим війнам другої половини ХХ століття.
- Апокаліпсис сьогодні
- Ми були солдатами
- Суцільнометалева оболонка
- Термінатор 2: Судний день - використовує Термінатор Т-800.
- Хранителі - супергерой Комедіант використовував М79 для розгону несанкціонованої демонстрації. Комедіант використовував для стрільби гранати несмертельної дії зі сльозоточивим газом.

### У відеоіграх
- World of Guns:Gun Disassembly
- Fallout (серія ігор)
- Payday: The Heist - у грі називається GL-40.
- Payday 2 - у грі називається GL-40. Гранатомет доступний для гравців, які купили DLC Gage Assault Pack або Payday 2: Ultimate Edition в Steam.
- Left 4 Dead 2 - у грі називається просто "Гранатомет" (англ. Grenade Launcher).
- Killing Floor та Killing Floor 2 - М79 є зброєю перку Підривник. Як і в реальності, в обох іграх граната може вибухнути лише після того, як пролетить певну відстань: постріл випритул наносить пошкодження лише влучанням гранати без вибуху.
- Call of Duty: Modern Warfare 2 - у грі називається Тампер.
- Far Cry 4
- Rising Storm 2: Vietnam
- Jagged Alliance 2